# Иррумация

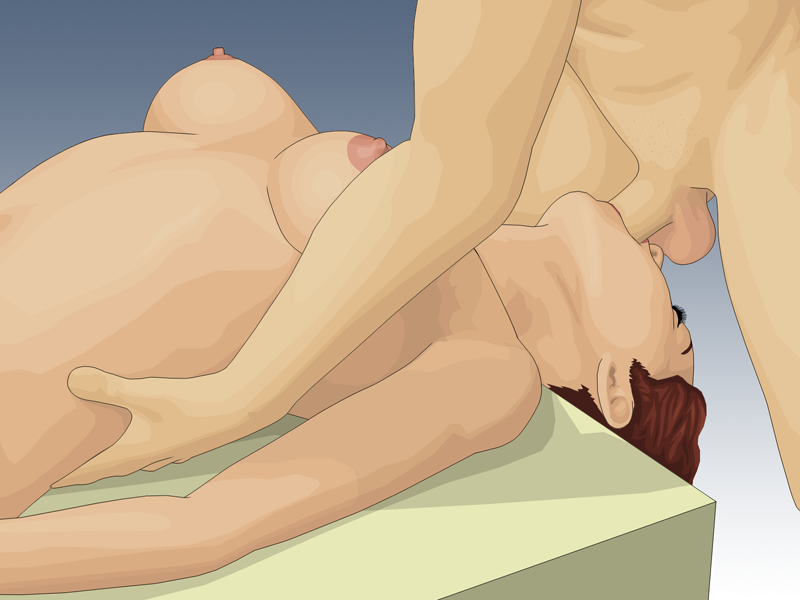
Иррумация

Иррума́ция (лат. irrumare — сосать, втягивать, засасывать, «предоставлять половое удовольствие с помощью раздражения ртом») — одна из форм совершения проникающего полового акта (и разновидность орального секса), которая заключается в выполнении активных толчковых движений половым членом в ротовую полость, глотку и горло партнёра.
Иногда наряду с глубоким введением члена в горло также в рот помещают яички. Так, при выполнении иррумации в позе принимающего партнёра лёжа на спине со свешенной вниз головой, губы принимающего (пассивного) партнёра охватывают следующие части тела: нижняя губа касается лобка, верхняя — промежности.

## Этимология термина
В английский язык существительное «irrumatio/irrumation» и глагол «irrumate» пришли из латинского языка, в котором лат. irrumare значит «сосать/засасывать» или «доставлять половое удовольствие с помощью раздражения ртом».
Согласно доводу, данному А. Ричлин в статье, опубликованной в журнале «Классическая филология», более точно «irrumare» означает «принуждать к предоставлению полового удовольствия с помощью раздражения ртом». В своём обзоре к изданию Р. В. Гупером «Поэм Приапа», собрания поэм, известных на латинском языке как «Приапея», Дж. Л. Бутрика констатирует, что некоторые виды римской половой практики, например иррумация, не имеют простых эквивалентов в английском языке.

## История
Как следует из упомянутой цитаты Бутрика и как показывает статья В. А. Кренкеля, иррумация была широко распространённой половой практикой в Римской империи. Дж. Н. Адамс констатирует: «Это была обычная шутка, когда упоминали об иррумации как о способе кого-то заставить замолчать». Оральное сношение любого вида рассматривалось как действие по осквернению.
Действительно, полость рта в Греции в особенности обладала выдающейся ролью как орган ораторского искусства для участия в центральной общественной сфере, где переходящие от одного к другому властные полномочия имели большую важность. Следовательно, проникновение в посторонний рот, особенно половым членом, могло бы восприниматься как отличительный признак сокрушительной силы при взаимоотношении.
Сохранившиеся фрески из римского города Помпеи показывают, что иррумация была одним из характерных римских половых действий, к другим подобным действиям относились традиционное половое сношение, фелляция, педикация (совершение взрослым мужчиной сношения с мальчиком через его задний проход) и куннилингус. Это было возможным потому, что дошедшие до нас фрески, по-видимому, изображали то, что происходило в банях и публичных домах.
Оральный секс являлся чем-то обычным и практикуемым с проститутками по причине их низкого общественного положения. Педикация и иррумация упоминаются в известном стихотворении № 16 римского поэта Катулла.
Всё же С. А. Уильямс аргументирует, что иррумация была принята как деградирующее действие, даже большее, чем половое сношение через задний проход.
С. Тарковски констатирует, что, несмотря на популярность иррумации в Древнем Риме, она воспринималась как враждебное действие, «принимаемое непосредственно от грека, где греческие мужчины принуждали к фелляции насильно».
Даже более того. Как А. Ричлин показал в своей статье в журнале «История сексуальности», иррумация также воспринималась как «оральное изнасилование» и как мера наказания за гомосексуальность.
Насильственная иррумация часто называлась «египетским изнасилованием» или коротко «египетское». Это уходило в те времена, когда мамлюки, как утверждается, принуждали своих христианских пленников к иррумации.

## Оральный секс в форме иррумации
Второго типа иррумация — с проникновением при занятии оральным сексом. Здесь она выполняется путём активных толчковых движений полового члена в ротовую полость и глотку партнёра. На языке жаргона, такое действие называется «сношение в лицо» (англ. face fucking), «сношение в глотку» (англ. throat fucking) и «сношение в череп» (англ. skull fucking). Оральная иррумация напоминает Teabagging — отдельную форму орального полового сношения, когда мужчина активно, повторяющимися движениями кладёт/макает оба яичка своей мошонки в ротовую полость принимающего партнёра.
Так же, как при фелляции, оральную иррумацию и Teabagging выполняют при управлении оргазмом у мужчины и достижения им семяизвержения. Это может применяться как подготовка к вагинальной или анальной формам сношения. Однако, если сравнивать с менее агрессивной фелляцией, принимающий оральную иррумацию партнёр может испытывать определённые трудности при активном введении эрегированного полового члена в ротовую полость и глотку. В частности, возникновение неприятных ощущений, появление страха и чувства ощущения себя жертвой изнасилования, вызывание рвотных рефлексов, затруднение дыхания, вдыхание слюны и/или рвотных масс и т. д.
Предложены способы преодоления таких трудностей для принимающего партнёра:
- применение так называемого стопора, в виде помещения кисти руки вокруг нижней части тела полового члена, что позволяет контролировать глубину его проникновения в глотку,
- активный партнёр при совершении фрикций делает перерывы для восстановления дыхания у принимающего партнёра,
- принимающий партнёр с помощью зубной щётки заранее приучает свою глотку противостоять рвотным движениям, плавно вводя её в горло обратным концом[11][12][13].

Оральная иррумация может выполняться в разных положениях: принимающий партнёр лежит спиной на кровати с головой, свисающей через край, или принимающий партнёр находится на коленях перед активным партнёром.
Во время орального сношения фелляция и иррумация могут заменять друг друга. И действительно, в современной Англии различие между фелляцией и иррумацией исчезло, потому что фелляция порой может принимать форму иррумации. Последний термин исчезает из широкого применения.

## Значение для культуры
По мнению Мэгги Пейли, высказанному ею в своей «Книге о половом члене», некоторые активные партнёры видят в оральном сношении в форме иррумации способ подняться в своих глазах, полагая, что такое действие — это форма преобладания над своим половым партнёром в связи с явной покорной формой такого сношения; принимающий партнёр часто находится на коленях перед активным партнёром при выполнении этого действия по доставлению удовольствия. Римская концепция этой формы полового сношения также показывает, что мужской партнёр доминирует при иррумации больше, чем при фелляции, и ему легче выполнять половое сношение в активной форме глубокой глотки.